# Jean-Claude Grenier
Ne pas confondre avec Jean-Claude Grenier (acteur, 1956-1999) Jean-Claude Grenier (écrivain et journaliste né en mai 1950), ou Jean-Claude Grenier (égyptologue, 1943-2016).
Jean-Claude Grenier, né le 25 mars 1947 à Bordeaux, est un chimiste français spécialiste de chimie du solide.

## Biographie
Ingénieur de l'École nationale supérieure de chimie de Bordeaux en 1970, docteur-ingénieur de Bordeaux I en 1973, docteur ès sciences en 1976. Spécialiste de cristallochimie des oxydes et des piles à combustible SOFC et PCFC, il est directeur de recherche à l'Institut de chimie de la matière condensée de Bordeaux (ICMCB), du CNRS et de l'université de Bordeaux.

## Publications
- Les phases dérivées du ferrite bicalcique Cab2sFeb2sOb5s et les pèrovskistes lacunaires AnMnOb3snb-sb1s : Aspects structuraux et propriétés physiques, 1976.
- Les nouveaux électrolytes non aqueux pour l'intercalation électrochimique de l'oxygène et du fluor au sein de réseaux hôtes d'oxydes.
- Synthèse et caractérisations électrochimiques de nouveaux matériaux pour anodes d'électrolyseurs à haute température.
- Étude radiocristallographique et magnétique de quelques phases dérivés du ferrite bicalcique Cab2s Feb2s Ob5s.
- Les nickélates A2MO4+ð, nouveaux matériaux de cathode pour piles à combustible SOFC moyenne température.
- Nouveaux matériaux d'anodes pour pile à combustible SOFC fonctionnant à 700 °C.

## Distinctions
- Lauréat de l'Académie des sciences en 2005[1].